# Notosacanthini
Notosacanthini (лат.) — триба жуков подсемейства щитоносок (Cassidinae) из семейства листоедов.

## Распространение
Встречается в Старом Свете: Африка, Азия, Австралия.

## Описание
Мелкие жуки-щитоноски овальной и субквадратной формы (около 5 мм). Голова довольно маленькая, сверху её почти не видно, антенны относительно короткие. Переднеспинка очень широкая, почти на уровне округлых надкрылий, которые покрыты округлыми сводами с многочисленными ямками пунктурами. Ноги короткие. Среди кормовых растений представители семейства Apocynaceae, Arecaceae, Euphorbiaceae, Rhizophoraceae.

## Классификация
3 рода, около 250 видов (почти все, кроме нескольких видов в составе крупнейшего рода Notosacantha). Образует кладу с близкими трибами: Notosacanthini + ((Delocraniini + Hemisphaerotini) + (Spilophorini + Cassidinae s.str.)). Все вместе они (а также Imatidiini) занимают промежуточное положение между «классическими» группами Cassidinae s.str. и Hispinae s.str. Триба принадлежит к «кассидиновой» линии щитоносок (Cassidinae). Триба была выделена в 1952 году. Известен ископаемый вид †Eosacantha delocranioides из эоцена Колорадо, (США).
- Herminella Spaeth, 1913 (4 вида)[8]
- Notosacantha Chevrolat in Dejean, 1836 (около 250 видов)
- †Eosacantha  Chaboo & Engel, 2009[7]